# Boussois
Boussois é uma comuna francesa na região administrativa de Altos da França, no departamento do Norte. Estende-se por uma área de 6.29 km². Em 2010 a comuna tinha 3 234 habitantes (densidade: 514,1 hab./km²).